# 백구급 미사일 고속정
백구급 미사일 고속정(白鴎型미사일高速艇)은 대한민국 해군이 최초로 도입한 미사일 고속정으로, 1975년에 도입한 미국제 애쉬빌급 고속정(미사일 고속정은 아님)을 개량한 것이다. '백구'라는 이름은 대한민국 해군이 도입한 애쉬빌급에도 부여되었으나, 그 백구와 여기서 설명되는 백구급 미사일 고속정은 서로 다른 전투함이다. 함번호는 애쉬빌급 고속정이 51을 부여받았고, 나머지 백구급은 52, 53, 55, 56, 57, 58, 59, 61의 함번호를 가졌다. 52~55까지는 전기형으로, 56 ~ 61은 후기형으로 구분한다.
가장 큰 차이점은 추진체계로서 백구51은 13,300마력의 GE7LM-1500 가스터빈과 디젤2기를 장착하는 CODOG(Combined Diesel Or Gas turbine) 방식으로 최대 40노트지만, 백구52~54는 아베코 라이커밍의 TF-05 가스터빈 엔진 6기로 16,800마력의 COGAG(Combined Gas turbine Or Gas turbine)로 고속을 낼 수 있다.

## 배경
백구급 미사일 고속정은 1970년대 초반 북한의 해상 도발에 마땅한 대응수단이 없어서 급히 미국의 애쉬빌급을 도입했다. 또, 이집트가 구 소련제 오사급 고속정 및 코마급 고속정을 도입한 시점인 1967년경에 북한도 동급의 미사일 고속정을 도입한 것으로 알려졌다. 아일라트 호 격침 사건을 지켜본 한국 해군은 북한이 보유한 동급의 미사일 고속정에 대응할 전력도 필요했다. 제2차 세계 대전 당시 건조된 섬너급 구축함과 기어링급 구축함으로 무장하고 있던 대한민국 해군에게 아일라트호 격침 사건은 큰 충격이었으나, 사건 자체가 함대함 미사일을 최초로 실전에 사용한 사례라 뾰족한 대응책을 마련할 수가 없었다. 이것은 대한민국 해군뿐 아니라 미국 해군도 마찬가지였다. 다행히 1973년에 이스라엘이 효과적인 대함미사일 대응체계를 성공함에 따라 대한민국 해군도 그 전훈에 기초하여 애쉬빌급 고속정을 도입한 것이다.
한국 해군이 도입한 애쉬빌급 고속정에는 함번호 51과 "백구"라는 이름이 부여되었으나, 도입 후에 한국 해군은 이 고속정의 불충분한 성능에 불만을 가지게 되었다. 함 자체의 문제라기보다 한국 해군이 원했던 작전요구사항 및 작전환경과 맞지 않았던 것이다. 원래 애쉬빌급 고속정은 해안순찰용으로 개발된 것이어서 본격적인 전투함으로서 한국 연안에서는 부족했다. 이에 한국 해군이 독자적으로 개량 건조한 것이 백구급 미사일 고속정이다. 참수리급 고속정은 이 백구급을 축소한 고속정이다.

## 역사
백구급 미사일 고속정의 개발은 도입 직후 시작되었다. 해군은 개량 요구 사항을 미국의 타코마 사에 전달하여 52, 53, 55의 3척을 발주했고, 1975년 3월 14일에 최초로 취역했다. 이후 한국 해군은 무기 산업 발전과 정비 능력 확보를 위해 국내 건조를 요구하여 미국 타코마 사의 기술 지원으로 코리아 타코마(현재의 한진중공업)를 설립하고 6척을 추가로 1978년까지 건조한다.
현재는 모두 퇴역했다.

## 제원
- 만재 배수량 : 268톤
- 길이 : 53.7m
- 너비 : 7.3m
- 홀수 : 2.9m
- 추진체 : 아베코 라이커밍 TF-95 개스터빈 6기
- 출력 : 16,800hp / 12.53MW
- 속력 : 40노트 이상 (시동 후 30초만에 도달 가능)
- 항속거리 : 2,400 해리 (18노트 순항 속도 기준)
- 승무원 : 장교 5명, 부사관 및 사병 22명
- 제작사 : 미국 타코마 조선소 (52~55), 코리아 타코마 (56~61)

## 무장

### 전기형 (함번호 52, 53, 55)
전기형의 주요 무장은 스탠다드 대함 미사일과 미국 해군용 Mk.34 76mm 함포다. 이외에 보조 무장으로 에머슨 일렉트릭의 30mm 다목적 기관포와 M2 중기관총 2정, 대함미사일 회피용으로 RBOC Mk.33 디코이와 Mk136 발사기를 장비했다.
미사일 무장인 스탠다드 대함 미사일은 대레이더 공격용 미사일의 함재형으로 베트남 전쟁의 교훈으로 미국이 개발한 것이다. 이 미사일은 AGM-84 하푼이 개발되기 전에 대함미사일이 없었던 미국이 대형 수상함의 레이다를 추적하여 공격할 생각으로 개발한 것으로 한마디로 임시방편이었다. 전기형 백구급 미사일 고속정은 1976년까지 마무리되었지만, 하푼은 1978년에 미국 해군에 처음으로 장비된 무기여서 어쩔 수 없이 스탠다드 대함미사일을 장착하게 된 것이다. 

### 후기형 (함번호 56, 57, 58, 59, 61)
전기형과 비교했을 때 차이가 나는 부분은 미사일과 함포 부분이다. 미사일은 최신형 하푼을 탑재했고, 함포는 이탈리아의 유명한 함포 제작사인 오토멜라라사의 76mm 자동속사포를 채택했다. 
스탠다드 대함미사일은 본래 임시방편이었던데다가 원래 대형 목표물을 전제로 개발된 것이어서 한국 해군의 주적인 소형의 조선민주주의인민공화국 고속정들에 대한 명중률은 의심스러울 수밖에 없었다. 그러나 대안이 없었던 관계로 전기형에는 장착된 것이지만, 후기형에는 하푼으로 교체하여 획기적인 전력 향상을 꾀할 수 있었다. 또, 스탠다드 미사일은 조선민주주의인민공화국 오사급 고속정의 SS-N-2 스틱스에 비해 열세했다. 스탠다드는 사정거리가 35km인 것에 비해 스틱스는 사거리 46Km다. 탄두 부분은 더욱 심각한 격차를 보이는데, 스틱스는 513kg이고, 스탠다드는 98kg로서 대략 1/5 수준이었던 것이다. 후기형에 장착된 하푼은 사거리 130km(스틱스의 대략 3배)에 탄두의 중량도 227kg로 충분히 스틱스에 대응할 수 있게 된 것이다. 
하푼이 도입된 것은 1977년으로, 미국 해군도 1977년 7월에서야 하푼을 전투함에 실전 배치할 수 있었으니, 당시 한국 해군이 백구급과 하푼에 거는 기대가 컸음을 반영한다.

## 의의
빈약한 1970년대 경제력으로 해양 전투 세력을 키워야 했던 한국 해군 입장에서 백구급 미사일 고속정의 의의는 컸다. 지금의 광개토대왕급 구축함 못지않은 전투함이었다. 1980년대 초반, 울산급 호위함과 포항급 초계함이 배치되기 전만 해도 백구급 미사일 고속정은 한국 해군에서 구축함과 같은 역할을 한 주력 전투함이었던 것이다. 그러나 당시 경제력으로는 비싼 건조비와 예산 제약으로 겨우 9척만 보유할 수 있었다. 대신에 저가의 참수리급 고속정을 대량 건조하여 조선민주주의인민공화국과 전력 비율을 맞췄던 것이다. 
현재 백구급 미사일 고속정은 퇴역한 상태다. 백구급의 알루미늄 선체가 오랜 혹사와 고속 기동으로 인해 쉽게 노후화되어 1990년대 초반부터 균열이 계속 발생했고, 가스터빈 엔진의 비싼 운용유지비용으로 인해 수상함 세력이 갖춰진 1991년부터 51번함부터 차례로 퇴역했다.

## 같이 보기
- 아일라트호 격침 사건
- 참수리급 고속정
- 고속정
- 미사일 고속정
- 어뢰정